# Isopsera rotundata
Isopsera rotundata är en insektsart som beskrevs av Heinrich Hugo Karny 1926. Isopsera rotundata ingår i släktet Isopsera och familjen vårtbitare. Inga underarter finns listade i Catalogue of Life.